# Гадсон (Вайомінг)
Гадсон (англ. Hudson) — місто (англ. town) в США, в окрузі Фремонт штату Вайомінг. Населення — 431 особа (2020).

## Географія
Гадсон розташований за координатами 42°54′10″ пн. ш. 108°34′55″ зх. д. / 42.90278° пн. ш. 108.58194° зх. д. (42.902698, -108.581993).  За даними Бюро перепису населення США в 2010 році місто мало площу 1,10 км², уся площа — суходіл.

## Демографія
Згідно з переписом 2010 року, у місті мешкало 458 осіб у 193 домогосподарствах у складі 134 родин. Густота населення становила 415 осіб/км².  Було 230 помешкань (208/км²).
Расовий склад населення:
| - 90,2 % — білих - 6,8 % — корінних американців - 1,1 % — осіб інших рас |

До двох чи більше рас належало 2,0 %. Частка іспаномовних становила 3,7 % від усіх жителів.
За віковим діапазоном населення розподілялося таким чином: 23,4 % — особи молодші 18 років, 60,9 % — особи у віці 18—64 років, 15,7 % — особи у віці 65 років та старші. Медіана віку мешканця становила 42,3 року. На 100 осіб жіночої статі у місті припадало 101,8 чоловіків;  на 100 жінок у віці від 18 років та старших — 95,0 чоловіків також старших 18 років.
Середній дохід на одне домашнє господарство  становив 50 940 доларів США (медіана — 43 929), а середній дохід на одну сім'ю — 57 610 доларів (медіана — 56 250). За межею бідності перебувало 10,6 % осіб, у тому числі 12,2 % дітей у віці до 18 років та 5,1 % осіб у віці 65 років та старших.
Цивільне працевлаштоване населення становило 264 особи. Основні галузі зайнятості: освіта, охорона здоров'я та соціальна допомога — 25,0 %, роздрібна торгівля — 18,9 %, мистецтво, розваги та відпочинок — 16,7 %.
За даними перепису 2000 року,
на території муніципалітету мешкало 407 людей,
було 171 садиб та 112 сімей.
Густота населення становила 374,2 осіб/км². Було 209 житлових будинків.
З 171 садиб у 26,3% проживали діти до 18 років, подружніх пар, що мешкали разом, було 52,0 %,
садиб, у яких господиня не мала чоловіка - 9,9 %, садиб без сім'ї - 34,5 %.
Власники 32,2 % садиб мали вік, що перевищував 65 років, а в 13,5 % садиб принаймні одна людина була старшою за 65 років.
Кількість людей у середньому на садибу становила 2,38, а в середньому на родину 3,03.
Середній річний дохід на садибу становив 26 563 доларів США, а на родину - 34 375 доларів США.
Чоловіки мали дохід 30 469 доларів, жінки - 19 125 доларів.
Дохід на душу населення був 15 515 доларів.
Приблизно 12,5 % родин та 13,1 % населення жили за межею бідності.
Серед них осіб до 18 років було 16,1 %, і понад 65 років - 16,0 %.
Середній вік населення становив 40 років.